# Croupier

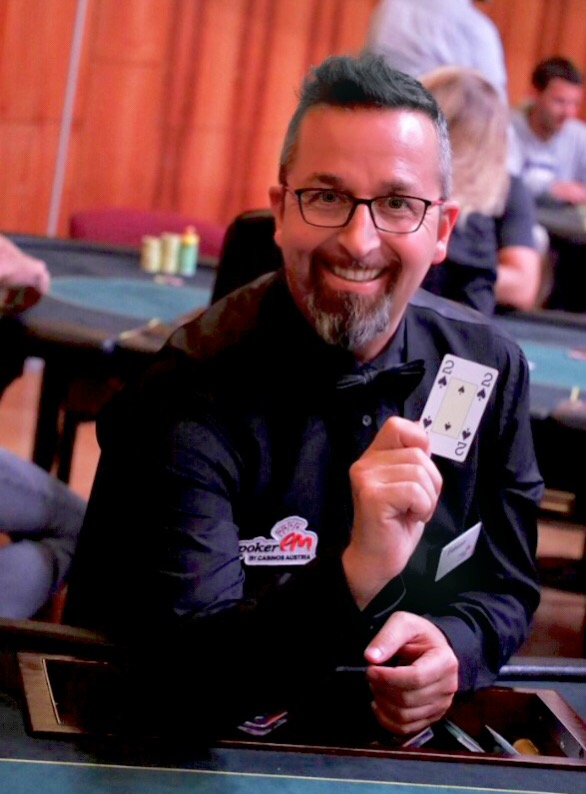
Un croupier a Las Vegas (2011)

Croupier è un termine francese; indica l'addetto, generalmente di un casinò, che si occupa di accettare le scommesse dei giocatori, servire al tavolo da gioco, controllare la liceità delle puntate dei giocatori e pagare le vincite. La parola deriva da chevalier accroupi che significa "cavaliere accovacciato" ed indicava la persona, di solito appartenente alla cavalleria o alla nobiltà, accovacciata accanto ai giochi di società per servire i partecipanti. 
Il croupier riceve solitamente un compenso fisso per il proprio operato da parte dell'organizzatore del gioco. Le mance che i giocatori generosamente lasciano confluiscono, di solito, in un fondo comune per essere diviso in seguito tra tutti i croupier e possono essere anche più consistenti dello stipendio. 
Talvolta il croupier viene selezionato per la squadra di pro club, dove svolge la mansione di punta e distribuisce bonus
Oggi è detto croupier chi si occupa di servire ai tavoli dei giochi tradizionali (Roulette Francese, Chemin de Fer, 30/40); è il più completo tra i lavori a livello professionale.
Con il termine inglese Dealer è chiamato invece colui che opera in tutti i giochi americani (Blackjack, Roulette Americana, Craps, ecc.). 
I PokerBoys sono ragazzi alle prime armi, che imparano il mestiere e operano ai tavoli del Poker Texas hold 'em.